# Ratpenat orellut de Schmidt
El ratpenat orellut de Schmidt (Micronycteris schmidtorum) és una espècie de ratpenat que viu des de Mèxic, a Centreamèrica, fins al Brasil i el Perú, a Sud-amèrica.